# Amina Maher
Amina Maher (geboren 1992 in Teheran, Iran als Amin Maher) ist eine iranische Künstlerin und Filmemacherin.

## Biografie
Die Tochter eines Kriegsveteranen begann schon in jungen Jahren, Gedichte und Kurzgeschichten zu schreiben. In ihrer kreativen Arbeit setzt sie sich mit zwischenmenschlichen Beziehungen, Kindheitserinnerungen, psychischer Gesundheit und Selbstverwirklichung auseinander, wobei sie es sich zur Aufgabe gemacht hat, Trans- und Queer-Storys zu erzählen. Amina Maher begann ihre filmische Tätigkeit als Hauptdarstellerin in Abbas Kiarostamis Film Ten, in dem die zehnjährige Amina auf dem Beifahrersitz des Autos ihrer Mutter sitzt und ohne ihr Wissen gefilmt wird. Im Alter von fünfzehn Jahren verließ Maher ihre Familie und begann, allein zu leben.
Zwischen 2006 und 2012 setzte Maher ihre filmische Tätigkeit als Schauspielerin, Regieassistentin und Editorin ihrer Mutter Mania Akbari bei mehreren Filmen fort, darunter „10+4“, der 2006 auf dem Cannes Acid Section und dem San Sebastián International Film Festival uraufgeführt wurde, sowie „From Tehran to London“, der 2013 auf dem Internationalen Filmfestival Rotterdam uraufgeführt wurde. Im Jahr 2007 begann sie, ihre Freunde in der Schule und später an der Universität zu filmen. Zwei Tage nach den iranischen Präsidentschaftswahlen 2009 wurde sie verhaftet und von der Polizei gefoltert. Die Gründe für ihre Verhaftung waren ihre Unterstützung der iranischen Grünen Bewegung und die Tatsache, dass sie während der Präsidentschaftskampagne als aktive Teilnehmerin identifiziert worden war.
Im Jahr 2010 begann sie ihr Studium an der Universität Teheran. Drei Monate später wurde sie zum zweiten Mal wegen ihrer politischen Aktivitäten und der Teilnahme an der Demonstration zum Studententag gegen die Diktatur verhaftet. Dieses Mal verbrachte sie eine Woche im berüchtigten Evin-Gefängnis. Daraufhin verließ Maher den Iran und ging nach Dubai und dann nach Malaysia.
Im Jahr 2016 erhielt sie ihren Bachelor-Abschluss in Film an der Limkokwing University in Malaysia. Ihr erster studentischer Kurzfilm war Cold Wine (2012 Fiction), gefolgt von Orange und One Window Will Suffice.
Ihr mehrfach preisgekrönter Kurzfilm Letter to My Mother (Brief an meine Mutter) handelt von ihren Erfahrungen mit sexuellem Missbrauch in der Kindheit. Der Film fand international großen Anklang und wurde auf über 200 Festivals gezeigt und mit über 50 Preisen ausgezeichnet. Vier Jahre in Folge wurde der Film auf zahlreichen Filmfestivals gezeigt, darunter: Das Copenhagen International Documentary Film Festival, das 36. Kasseler Dokfest, die 38. Feminale – The International Dortmund | Cologne Women’s Film Festival, das 15. Shorts México und das 26. Chéries-Chéris (Festival du Film Lesbian, Gay, Bi, Trans & ++++ de Paris). Der Film handelt von ihren eigenen Erfahrungen mit sexuellem Missbrauch in der Kindheit.
Letter to My Mother erhielt mehr als 50 internationale Auszeichnungen, darunter den Publikumspreis und den Spezialpreis der Jury beim 23. Indie Memphis Film Festival, USA, sowie den Spezialpreis der Jury beim 15th Shorts México und Beirut International Women Film Festival.
Aufgrund ihrer kontroversen Filme flüchtete Maher 2018 nach Deutschland. Nach ihrem Umzug nach Berlin im Jahr 2019 begann sie ihr MA-Studium in Filmregie an der Filmuniversität Babelsberg Konrad-Wolf.

## Filmografie (Auswahl)

### Als Schauspielerin
- 2002: Ten (Dah)
- 2007: 10 + 4
- 2014: Sweet Gin and Cold Wine
- 2015: Orange
- 2016: One Window Will Suffice

### Als Regisseurin
- 2014: Sweet Gin and Cold Wine
- 2015: Orange
- 2016: One Window Will Suffice
- 2019: Letter to my Mother

### Als Editorin
- 2019: Letter to my mother
- 2020: A Moon for my Father